# Romanus van Wesel
Romanus van Wesel (ook Roemer van Wesel genoemd), (Alkmaar, 27 februari 1625 - 12 december 1701), was advocaat en dichter.
Romanus van Wezel was een zoon van Anna Roemers Visscher en Dominicus Boot van Wesel. Samen met zijn jongere broer Johannes werd hij door zijn moeder naar het College der Jezuïeten in Brussel gestuurd. Na zijn studie aan de Universiteit van Leiden vestigde hij zich als advocaat in 's-Gravenhage. Hij was Hoofdingeland van en later penningmeester van de Wieringerwaard en in de Polder P van de Zijpe- en Hazepolder bekleedde hij de functie van polder- of molenmeester. Hij genoot bekendheid als schrijver van (Neolatijnse) gedichten. Enkele daarvan getuigen van een grote Oranje-gezindheid. Hij was een bekende van Constantijn Huygens, die in verschillende gedichten op hem reageerde.
Van Wesel trouwde te Delft op 2 januari 1655 met Maria van Nerven, dochter van Willem Abrahamsz van Nerven en Machteld van Beest Cornelisdr. Zij kregen 7 kinderen. Maria overleed te Alkmaar in 1688 en is bijgezet in het familiegraf op 't koor van de Grote of Sint-Laurenskerk in Alkmaar. 